# Стенунгсунд
Стенунгсунд (швед. Stenungsund) — город и административный центр коммуны Стенунгсунд, лен Вестра-Гёталанд, Швеция.

## История
Название Стенунгсунд происходит от деревни Стенунге (швед. Stenunge), которая была расположена там, где сейчас находится Центральный Стенунгсунд. Историки считают, что это название означало «деревня у подножия горы». Деревня имела несколько названий, в том числе Staenungum, Steffningsbyn и Stännung.
Археологические раскопки в Стенунгсунде в 2006 году обнаружили место захоронений железного века (I-III века н. э.), примечательное необычным присутствием римских керамических артефактов.

## Экономика
Стенунгсунд является крупнейшим химическим кластером в Швеции, производящим пластик в первичных формах и основные химические вещества.

## Население
Демографические изменения с 1960 по 2015 год приведены в таблице ниже:

## Галерея
- Часовня Стенунгсунда
- Порт Стенунгсунда
- Порт Стенунгсунда
- Дом культуры "Fregatten" (Фрегат)
- Сцена, рядом с домом культуры "Fregatten" в Стенунгсунде
- Полицейский участок
- Магазин "Oasen" (Оазис)